# Guido da Vigevano
Guido da Vigevano, o Guido da Pavia, (Pavia, ca. 1280 – Parigi, ca. 1349), è stato un medico e inventore italiano.

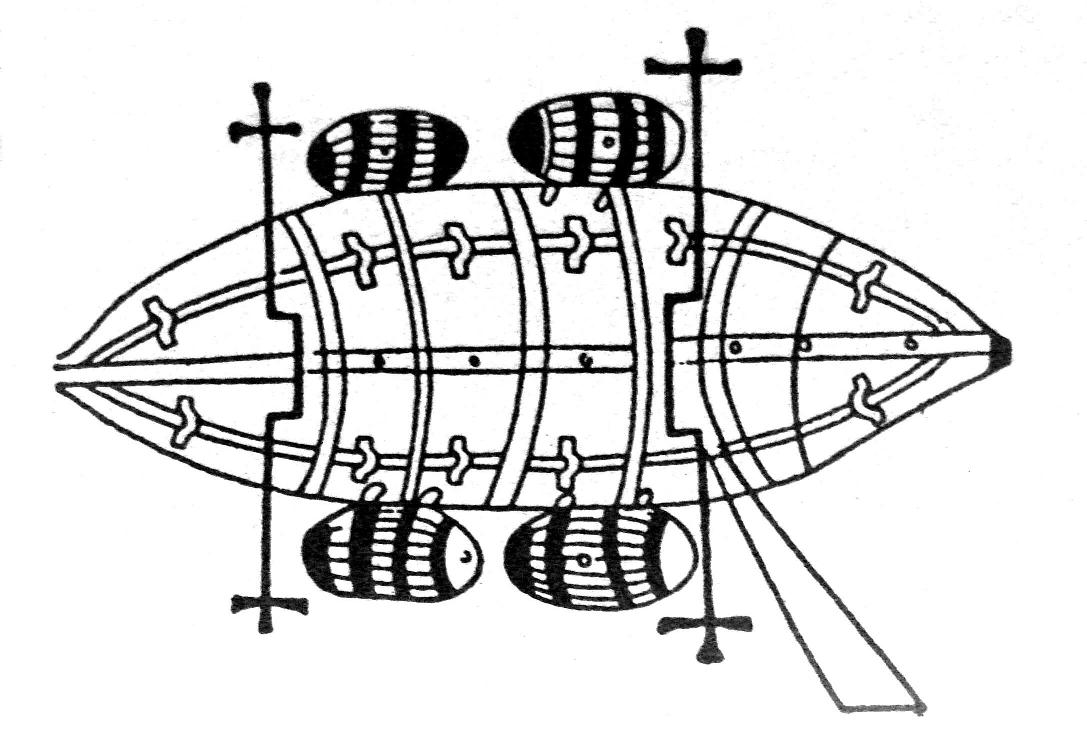
Progetto di un sommergibile

È rilevante per il suo Texaurus regis Francie, una raccolta di disegni in cui illustra una quantità di tecnologie e ingegnose apparecchiature, raccolta che permette agli studiosi moderni di avere un'idea dello stato della tecnologia medievale. Anche se ancora inserito nello stile e nello spirito del Medioevo, Guido da Vigevano può essere considerato un lontano precursore dei successivi ingegneri-artisti rinascimentali come Taccola, Francesco di Giorgio Martini e Leonardo da Vinci.

## Biografia

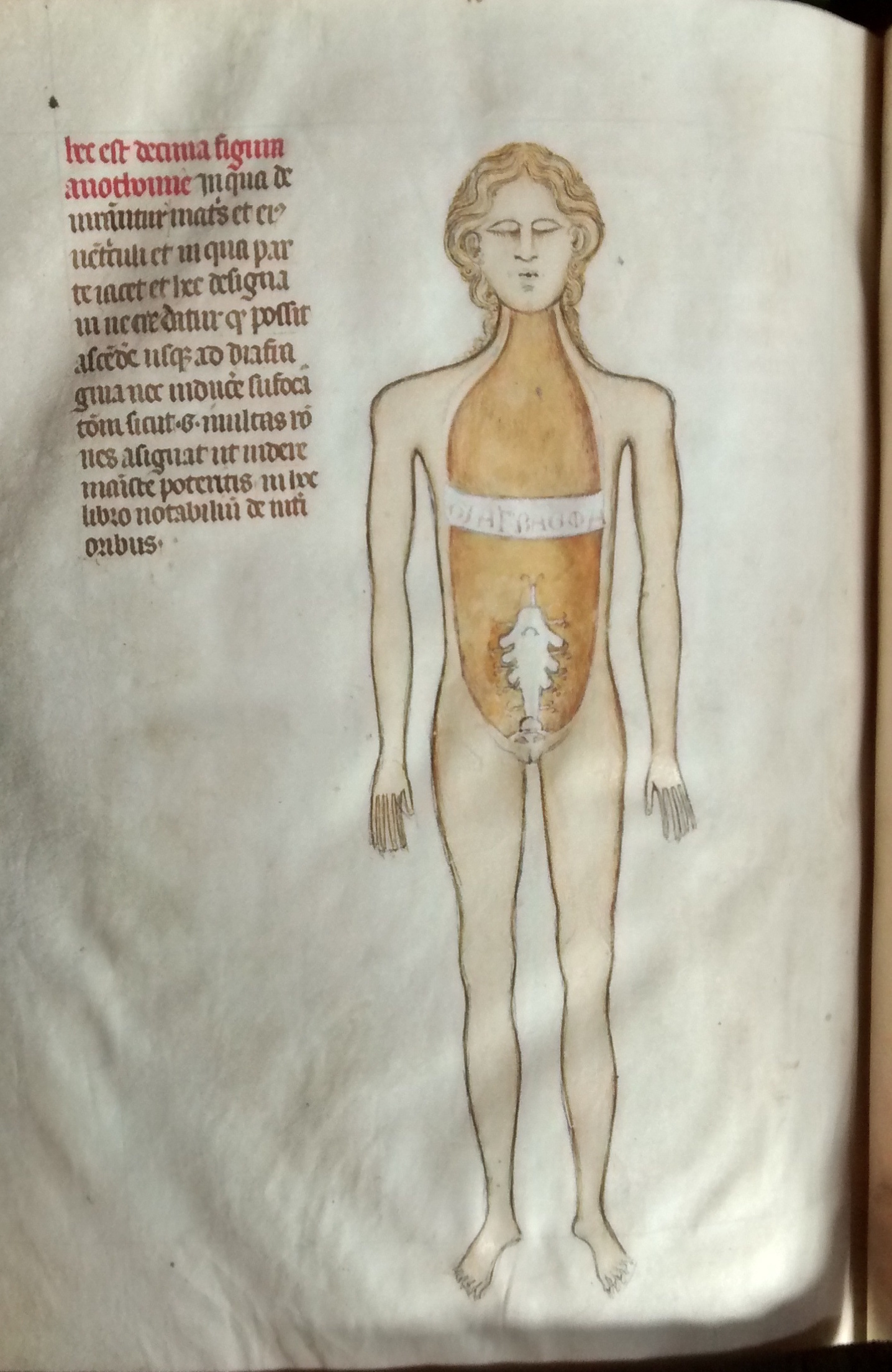
Dal trattato De Anathomiadi Guido da Vigevano

Poche sono le notizie certe sulla sua vita, tanto che alcune vicende sono ricostruibili sulla base di ipotesi. Verosimilmente apparteneva ad una famiglia originaria di Vigevano, ma inurbata a Pavia nel XII secolo. Probabilmente studiò Medicina a Bologna, anche se forse frequentò anche la scuola di specializzazione per medici di Pavia, dove, in quegli anni, insegnò Galvano Fiamma. Fu forse, temporaneamente, medico dell'imperatore Enrico VII mentre, tra il 1310 ed il 1311, questi si trovava in Lombardia. Sappiamo che in quegli anni Guido visse ed esercitò la sua professione a Pavia, partecipando attivamente alla vita politica cittadina. Nel 1318 il podestà di Pavia Luchino Visconti  gli diede l'appalto della riscossione del fodro e, nel 1320, ricevette somme dal comune, mentre nel 1323 comparve tra gli elenchi dei cittadini pavesi aderenti a Matteo Visconti e chiamati a comparire davanti agli inquisitori papali.  Condannato in contumacia, abbandonò Pavia, mentre, probabilmente, alcuni suoi familiari rimasero in città, come il magister Baldassarre da Vigevano, forse suo fratello. Non abbiamo più notizie certe fino al 1335, quando lo troviamo a Parigi come medico della regina Giovanna la Zoppa (Jeanne de Bourgogne).
Per una crociata prevista, disegnò schizzi di carri corazzati, carrozze azionate dal vento e motori d'assedio.
Fu anche uno dei primi ad aggiungere disegni di organi alle sue descrizioni anatomiche in un secondo trattato, Anathomia. I suoi schizzi erano tipicamente medievali in quanto mancano di prospettiva, riscoperta solo all'inizio del Rinascimento da Brunelleschi.
Guido creò, tra gli altri, un veicolo che si muoveva usando un mulino a vento che trasmetteva la forza ai meccanismi e poi alle ruote. Alcuni considerano questa macchina come la prima auto nella storia, o almeno come precursore.

## Opere
- Texaurus regis Francie
- Anathomia Philippi septimi